# 香西 (高松市)
香西（こうざい）は高松市北西部にある一地区で、高松市役所香西出張所の管内。香西本町、香西東町、香西南町、香西西町、香西北町の5町からなる。かつては全域が「香川郡香西町」（こうざいちょう）として存在し、1956年（昭和31年）9月30日に高松市に編入された。古くから開けた港町で、現在は高松市周辺に8ある地域拠点の一つ。

## 地理

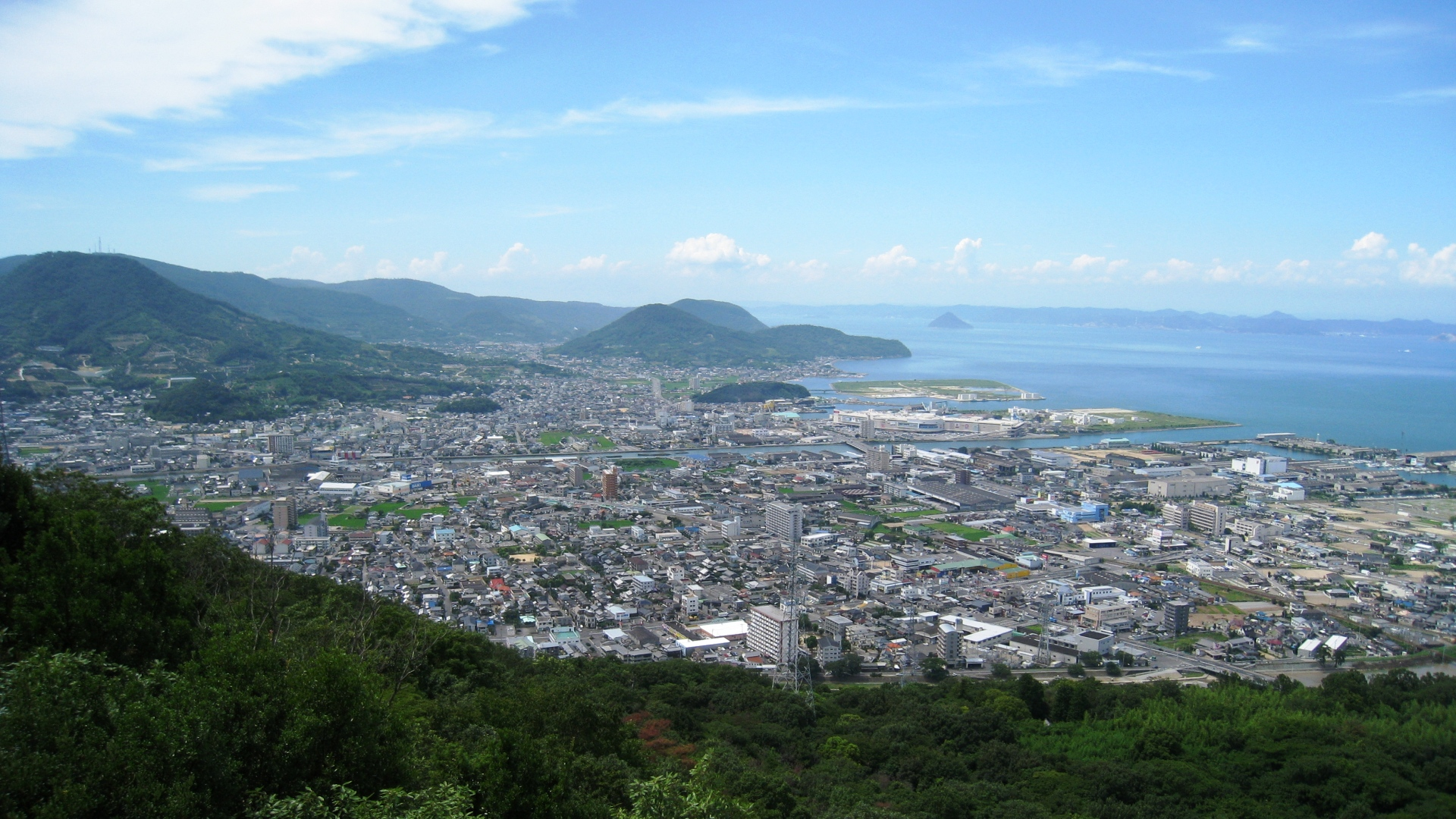
奥が香西地区、手前は弦打地区郷東町

地区は高松市北西部に位置し、北は瀬戸内海に面している。人口は2010年時点で1万914人（男5263人/女5651人）で、世帯数は4738世帯である。面積は4.34km2と高松市の地区では狭い部類に入り、それ故人口密度は1平方キロメートルあたり2485.25人と高松市の平均より高い。歴史的に高松市中心部とは独立した拠点性のある市街地を有するが、都市としては高松市中心部と連続したベッドタウンとしての性格がある。

### 地形
全域が高松平野の一部であるが、南西側には標高364mの勝賀山が存在しており、かつて「勝賀城」が存在したことなどから地区のシンボル的な存在となっている。さらにその勝賀山は五色台へと連なっており、高松平野はここで終了する。また、勝賀山山麓には薬師山や神宮寺山といった小山が存在し、市街地に面した里山として地区の住民にとって身近な山である。西側は五色台山麓の地区である下笠居地区に接するが、香川県道16号高松王越坂出線やさぬき浜街道の一部である香川県道161号高松坂出線を通ることによって坂出市へと抜けることが出来る。
地区の中央には本津川が流れ、地区外ではあるが東側の香東川も近い。また地区市街地の中心に存在する愛染川はそのまま香西港として古くから開けた港である。
香川県の典型的な平野の特徴として、この地区でも勝賀山山麓に沿うように渇水対策のため池が多数存在する。
地区は瀬戸内海に面しており、その海岸は港湾・工業に供する地域として埋め立てられた香西本町と砂浜（芝山海水浴場）が残る香西北町の2つに分けられる。ただしその砂浜が残る香西北町の沖合いでも新たに埋立が行われた。
- 山：勝賀山（標高364.0m）、薬師山（標高78.4m）、神宮寺山（標高78m）、芝山（標高43.6m）
- 川：本津川、愛染川、住吉川
- 湖沼：今池
- 島：ドリームアイランド香西（人工島）

### 町並み
古くから開けた港町・城下町の面影が色濃く残っており、特に地区の中心部は城下町の防御のために細い道のつき当たりを連続させ、万が一敵に攻め入られたときに見通しが利かない構造となっている。この迷路のような町並みは「向き向きの町」と言われ、独特の景観を形成している。その後戦禍を逃れたこともあって当時からの古い商家や問屋が多く残り、狭隘で入り組んだ道も現在に残している。その様から高松市内では古くからの言葉で物が散乱した部屋のことを「香西の町」と揶揄することがある。

### 人口
| \| 2002年（平成14年） \| 11,168人 \| \| \| 2003年（平成15年） \| 11,112人 \| \| \| 2004年（平成16年） \| 11,088人 \| \| \| 2005年（平成17年） \| 10,969人 \| \| \| 2006年（平成18年） \| 10,939人 \| \| \| 2007年（平成19年） \| 11,089人 \| \| \| 2008年（平成20年） \| 10,983人 \| \| \| 2009年（平成21年） \| 10,953人 \| \| \| 2010年（平成22年） \| 10,914人 \| \| |          |  |
| 高松市 / 登録人口（10月1日時点） |          |  |
| 2002年（平成14年） | 11,168人 |  |
| 2003年（平成15年） | 11,112人 |  |
| 2004年（平成16年） | 11,088人 |  |
| 2005年（平成17年） | 10,969人 |  |
| 2006年（平成18年） | 10,939人 |  |
| 2007年（平成19年） | 11,089人 |  |
| 2008年（平成20年） | 10,983人 |  |
| 2009年（平成21年） | 10,953人 |  |
| 2010年（平成22年） | 10,914人 |  |

### 隣接する地域
- 北：直島町（海上で隣接）
- 西：高松市下笠居地区
- 東：高松市弦打地区
- 南：高松市鬼無地区

### 高松市香西出張所管内
- 香西本町 761-8012
- 香西東町 761-8013
- 香西南町 761-8014
- 香西西町 761-8015
- 香西北町 761-8011

## 町名の変遷
| 実施後   | 実施年月日      | 実施前   |
| -------- | --------------- | -------- |
| 香西東町 | 昭和31年9月30日 | 字新田   |
| 香西本町 | 昭和31年9月30日 | 字香西   |
| 香西南町 | 昭和31年9月30日 | 字西打   |
| 香西西町 | 昭和31年9月30日 | 字平賀上 |
| 香西北町 | 昭和31年9月30日 | 字平賀下 |

## 歴史
1956年（昭和31年）9月30日に香川郡香西町が高松市と合併し香西地区が成立。合併に伴い設定された町名は合併前の小字の区域を継承したが、名称は新田→香西東町、平賀上→香西西町、西打→香西南町、平賀下→香西北町、香西→香西本町と改称され現在に至っている。
戦後は香西駅が開業するなど、高松のベッドタウンとして発展し始める。高度経済成長期には香川県道16号高松王越坂出線の開通により高松市中心部とのアクセスが向上し、急速に宅地化が進行した。その後20世紀末にはさぬき浜街道や産業道路（香川県道176号檀紙鶴市線）の開通により、車社会化の到来なども相まって地域拠点としての地位を確立し始め、企業の工場やロードサイド店が立地し始める。
21世紀に入ると郊外型の大型ショッピングセンターイオン高松ショッピングセンターが開業して地元の消費行動や雇用に変化をもたらした他、週末には香川県内のみならず徳島県からも集客があり、地区内における広域的な活動が増加している。

### 年表
高松市編入以前は「香西町」を参照
- 1956年（昭和31年）9月30日 - 香川郡香西町が高松市に合併（高松市第5次合併）。この区域を以って高松市香西地区成立。
  - 旧小字の区域を継承した香西本町、香西東町、香西南町、香西西町、香西北町の5町を設置。
  - 高松市香西出張所が開所。
  - 香西町立香西小学校が高松市立香西小学校に改称。
  - 香西町立香西中学校が高松市立香西中学校に改称。
- 1962年（昭和37年）4月1日 - 高松市立香西中学校を母体とし高松市立香北中学校が開校。弦打中学校、香西中学校、鬼無中学校をここに統合し、その後公募により勝賀中学校と改称。
- 2007年（平成19年）4月26日 - イオン高松ショッピングセンター（現在のイオンモール高松）開業。

## 経済

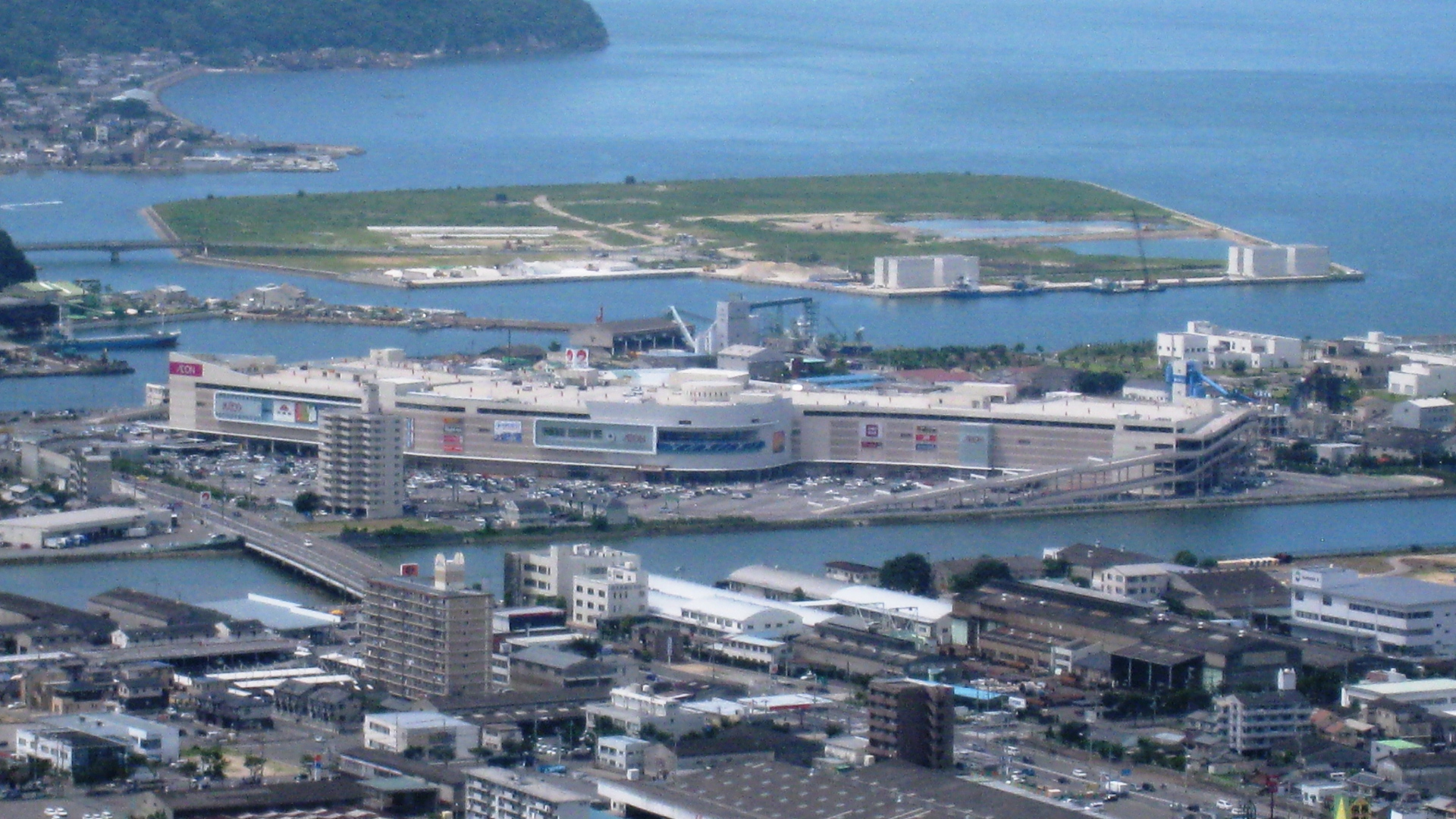
イオンモール高松全景

### 第一次産業
宅地利用されていない平地部はほとんどが田として利用されている。しかし宅地化の進行で田は減少しつつある。その他、勝賀山の斜面ではミカン畑が多く存在している。
- ミカン
- 米

### 第二次産業
沿岸工業地帯として香西港から隣接する弦打地区郷東町にかけての一帯に多くの中小工場が立地している。
主な企業
- アオイ電子本社
- 日通高松ターミナル
- 四国浅野スレート

### 第三次産業
イオンモール高松を核として大小の小売店が香西中央通りや香川県道33号高松善通寺線沿いに集中している。県道33号の地区内は自動車ディーラーの本社が多く、同路線を挟んで鬼無地区に属するトヨタカローラ香川を含めると、この付近だけで県内のトヨタ系ディーラー5社のうち3社が本社を構えている。
主な商業施設
- イオンモール高松
- マルナカ香西店 - マルナカのイオングループ入りにより、同グループの店舗同士が隣接するという建設時には想定していなかった事態が発生した。2023年2月28日閉店
- 生活協同組合コープかがわコープ香西
- DCMダイキ香西店 - 高松支社を併設し、香川県内の本部となっている。なお、資本関係がなくなったダイキアクシスの高松支社も同居している。

主な企業
- 香川マツダ販売本社
- 香川ダイハツモータース本社
- 香川トヨタ自動車高松香西店（旧香川トヨペット本社）
- ネッツトヨタ高松本社 - 併設店舗は「やしの木店」。
- 香川銀行香西支店
- NTT西日本香西電話交換所

## 教育
地区内の小学校は高松市立香西小学校が中心で、香西東町と香西北町のいずれも隣接地区との境界付近のごく一部を除いて地区のほぼ全域を校区としている。その他、鬼無地区是竹の一部も香西小学校の校区である。中学校は高松市立勝賀中学校が存在し、香西小学校の校区外である香西北町の境界付近（高松市立下笠居中学校）を除く全域を校区としている。その他、勝賀中学校は地区内の隣接する弦打地区、鬼無地区のほぼ全域も校区としている。
地区内に高等学校は存在しないが、隣接する鬼無地区に香川県立高松西高等学校と私立香川誠陵中学・高等学校が存在するほか、高松市中心部の高校へも自転車による通学圏内であり、またJR香西駅を利用しての遠距離通学も可能である。
小学校・中学校
- 高松市立香西小学校
- 高松市立勝賀中学校

幼稚園・保育所
- 高松市立香西保育所
- 高松市立香西幼稚園

## 行政
この地区は1956年（昭和31年）以降高松市の一部であるため地区単独での自治権はもたない。この地区の行政サービスの中心としては高松市香西出張所があり各種住民サービスに対応している。またそこは公民館も兼ねていて、香西コミュニティセンターとして地域交流の中心となっている。
主な行政施設
- 高松市香西出張所
- 高松北警察署香西交番
- 高松市西消防署

## 生活
公共施設
- 香西コミュニティセンター（公民館）
- 高松市ふれあい福祉センター勝賀
- 高松香西郵便局

※町別50音順

## 交通

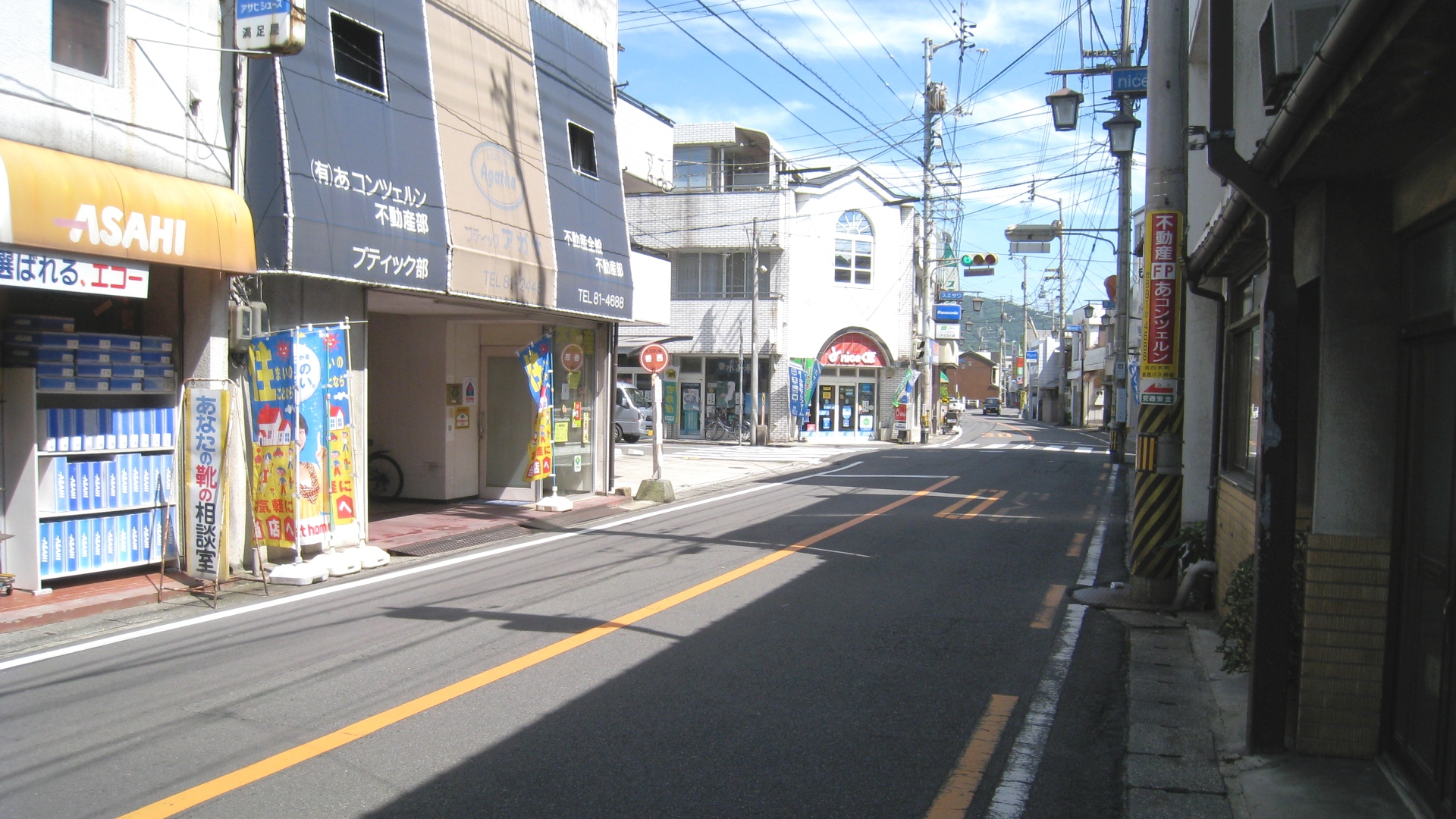
香西バス停付近

地区内が比較的狭く住居と商業施設が近いほか、地区中心部には狭隘な道が多く混雑も慢性的であるため地区内を移動する場合は自転車の利用で完結する。公共交通機関はバスと鉄道の両方が利用可能で高松市郊外の地区の中では比較的恵まれた環境にある。しかし、その利用にはバスが中心で、鉄道の利用にはJR香西駅が本津川を越えた弦打地区との境に位置するため、同駅は地区の中心駅的な役割は薄い。高松市中心部に向かうには公共交通機関の利用が可能であるが、高松市内の他の地区に向かうにはその地区の公共交通機関が脆弱な地区が多いため、やはり自家用車での移動が中心になる。

### 道路
高松市中心部とを結ぶ道路は香川県道16号高松王越坂出線バイパス（さぬき浜街道）と香川県道33号高松善通寺線（旧国道11号）である。高松市中心部に向かうには本津川と香東川を越えなければならないので、この二つ道路に交通が集中する。
地区中心部は古くから続く町並みがそのまま現存しているため道が入り組み、幅員も狭い。目抜き通りの香川県道16号高松王越坂出線を中心に沿線に古い商店が密集し、それを取り巻くように狭く入り組んだ抜け道が存在する。
密集地帯である地区中心部を迂回する道としては南北方向は香西中央通り（市道）、東西方向はさぬき浜街道（香川県道16号高松王越坂出線バイパス）が通過交通を担っている。また、イオン高松ショッピングセンターの開店により週末には通過交通に加え流入交通量も増加した。
主要地方道
- 香川県道16号高松王越坂出線 （さぬき浜街道）
- 香川県道33号高松善通寺線（旧国道11号）

その他県道
- 香川県道177号円座香西線

### 鉄道
四国旅客鉄道
- 予讃線・土讃線・瀬戸大橋線：香西駅
- 高松貨物ターミナル駅 - 貨物専用駅。愛称：四国桃太郎貨物駅

### バス
ことでんバス
下笠居・香西線：香西東町 - 山下
イオン高松線：イオンモール高松南口 - イオンモール高松北口
なお、高松西高線は2019年4月1日のルート変更で通らなくなった。

### 船舶
- 香西港（こうざいこう）

## メディア

### 放送
ケーブルテレビ
- ケーブルメディア四国（高松ケーブルテレビ）

地上波テレビ放送
基本的に高松市東部の前田山にある高松局を受信する。しかし、特に地区南部などアナログ放送において峰山が障害となって良好な受信が困難な場合は、海を超えた岡山局を受信する。その際、NHK放送が高松放送局ではなく岡山放送局のものになるため、NHK高松専用の中継局である「鬼無中継局」も併せて受信する必要がある。デジタル放送では岡山局（北讃岐中継局）からもNHK高松の電波が出ていることや、峰山を越えた高松局を受信してもある一定の受信レベルさえ確保すればゴースト障害が起らないことから高松局の受信が可能な場合はその必要はなくなる。
| 局名                 | 局名                 | NHK高松 | NHK高松 | NHK岡山 | NHK岡山 | RNC  | KSB  | RSK  | OHK  | TSC  | 出力            | 偏波面 | 送信 場所 |
| 局名                 | 局名                 | 総合    | 教育    | 総合    | 教育    | RNC  | KSB  | RSK  | OHK  | TSC  | 出力            | 偏波面 | 送信 場所 |
| デジタルリモコン番号 | デジタルリモコン番号 | 1ch     | 2ch     | 1ch     | 2ch     | 4ch  | 5ch  | 6ch  | 8ch  | 7ch  | 出力            | 偏波面 | 送信 場所 |
| -------------------- | -------------------- | ------- | ------- | ------- | ------- | ---- | ---- | ---- | ---- | ---- | --------------- | ------ | --------- |
| 高松                 | デジタル             | 24ch    | 13ch    | -       | -       | 15ch | 17ch | 21ch | 27ch | 18ch | NHK1kW/民放500W | 水平   | 前田山    |
| 高松                 | アナログ             | 37ch    | 39ch    | -       | -       | 41ch | 33ch | 29ch | 31ch | 19ch | NHK10kW/民放5kW | 水平   | 前田山    |
| 岡山 (北讃岐)        | デジタル             | (24ch)  | (13ch)  | 32ch    | 45ch    | 20ch | 30ch | 21ch | 27ch | 18ch | 2kW(200W)       | 水平   | 金甲山    |
| 岡山 (北讃岐)        | アナログ             | -       | -       | 5ch     | 3ch     | 9ch  | 25ch | 11ch | 35ch | 23ch | V10kW/U20kW     | 水平   | 金甲山    |
| 鬼無                 | アナログ             | 62ch    | 60ch    | -       | -       | -    | -    | -    | -    | -    | 3W              | 水平   | 勝賀山    |

AMラジオ放送
- NHK高松第1放送：1368kHz（高松局 出力5kW）
- NHK高松第2放送：1035kHz（高松局 出力1kW）
- 西日本放送ラジオ：1449kHz/90.3MHz（高松局 出力5kW）

FMラジオ放送
- NHK高松FM放送：86.0MHz（高松局 出力1kW）
- FM香川：78.6MHz（高松局 出力1kW）
- FM高松：81.5kHz（コミュニティ放送 出力20W）

県外波
- NHK岡山第1放送：603kHz（岡山局 出力5kW）
- NHK岡山第2放送：1386kHz（岡山局 出力5kW）
- RSKラジオ：1494kHz（岡山局 出力10kW）
- NHK大阪第1放送：666kHz（大阪局 出力100kW）
- NHK大阪第2放送：828kHz（大阪局 出力300kW）
- MBSラジオ：1179kHz（大阪局 出力50kW）
- 朝日放送ラジオ：1008kHz（大阪局 出力50kW）
- ラジオ大阪：1314kHz（大阪局 出力50kW）

- NHK岡山FM放送：88.7MHz（岡山局 出力1kW）
- FM岡山：76.8MHz（岡山局 出力1kW）

## 名所・旧跡・観光・祭事・行事

### 名所・旧跡
以下に挙げる以外にも香西地区には数多くの古い寺院・神社や旧跡が存在する。
- 香西寺 - 四国別格二十霊場19番
- 宇佐神社(宇佐八幡宮） - 藤尾城跡（1967年7月3日高松市指定史跡）
- 芝山神社 - 芝山城跡
- 勝賀山 - 香西氏の居城。所在地は鬼無町・中山町

### 観光・レジャー
- 香西の町並み - 「向き向きの町」と呼ばれる入り組んだ道に港町の風情を残した古い町並みが現存する。
- 芝山海水浴場

## 出身有名人
- シャカ（お笑いコンビ）
  - 大熊啓誉
  - 植松俊介